# مورتونهامپستید
latitudeمورتونهامپستیدlongitudeمورتونهامپستید
مورتونهامپستید (به انگلیسی: Moretonhampstead) یک شهرک در بریتانیا است که در انگلستان واقع شده‌است.

## خصوصیات
مورتونهامپستید ۱٬۳۳۹ نفر جمعیت دارد.